# HP Pavilion dv5
La HP Pavilion dv5 es una serie de laptops fabricada por Hewlett-Packard con una pantalla de 15.4" . Las Pavilion dv4 tienen una de 14.1", las Pavilion dv6 de 15.6" y las Pavilion dv7 de 17".

## Modelos
- dv5se (Special Edition, Edición Especial) - Con acabado Renewal Imprint
- dv5t - Con procesador Intel
- dv5z - Con procesador  AMD

## Peso y Dimensiones
|                                                  | dv5tse    | dv5t      | dv5z      |
| ------------------------------------------------ | --------- | --------- | --------- |
| Peso (Con la batería estándar)                   | 5.83 lb.  | 5.83 lb.  | 5.84 lb.  |
| Ancho (De izquierda a derecha)                   | 14.05 in. | 14.05 in. | 14.05 in. |
| Profundidad (Desde el frente a la parte trasera) | 10.20 in. | 10.20 in. | 10.20 in. |
| Altura (Máx.) (Espesor)                          | 1.65 in.  | 1.65 in.  | 1.65 in.  |
| Altura (Mín.) (Espesor))                         | 1.37 in.  | 1.37 in.  | 1.37 in.  |

Nota: El peso varía según la configuración. Peso expresado en libras (lb.) y dimensiones en pulgadas (in.).

## Características personalizables
Las siguientes características personalizables están disponibles sólo en Estados Unidos (HP CTO Notebooks).
| Color                                                                             | dv5tse | dv5t | dv5z |
| Onyx                                                                              |        | Sí ✓ | Sí ✓ |
| Bronze                                                                            |        | Sí ✓ | Sí ✓ |
| Renewal                                                                           | Sí ✓   |      |      |
|                                                                                   |        |      |      |
| Sistema Operativo                                                                 | dv5tse | dv5t | dv5z |
| Windows Vista Home Basic 32-Bit                                                   |        |      |      |
| Windows Vista Home Premium 32-Bit                                                 | Sí ✓   | Sí ✓ | Sí ✓ |
| Windows Vista Home Premium 64-Bit                                                 | Sí ✓   | Sí ✓ | Sí ✓ |
| Windows Vista Business 32-Bit                                                     | Sí ✓   | Sí ✓ | Sí ✓ |
| Windows Vista Ultimate 64-Bit                                                     | Sí ✓   | Sí ✓ | Sí ✓ |
|                                                                                   |        |      |      |
| Procesadores(AMD)                                                                 | dv5tse | dv5t | dv5z |
| (AMD Athlon 64 X2)                                                                |        |      |      |
| QL-60 (1.9GHz, 1MB (1 L2 Caché)                                                   |        |      | Sí ✓ |
| RM-70 (2.0GHz, 1MB L2 Caché)                                                      |        |      | Sí ✓ |
| RM-72 (2.1GHz, 1MB L2 Caché)                                                      |        |      | Sí ✓ |
| ZM-82 (2.2GHz, 2MB L2 Caché)                                                      |        |      | Sí ✓ |
| ZM-84 (2.3GHz, 2MB L2 Caché)                                                      |        |      | Sí ✓ |
|                                                                                   |        |      |      |
| Procesadores (Intel)                                                              | dv5tse | dv5t | dv5z |
| (Intel Pentium Dual-Core)                                                         |        |      |      |
| T3200 (2.0GHz, 1MB L2 Caché, 667MHz FSB)                                          |        | Sí ✓ |      |
| (Intel Core 2 Duo)                                                                |        |      |      |
| T5800 (2.0GHz, 2MB L2 Caché, 800MHz FSB)                                          | Sí ✓   | Sí ✓ |      |
| P7350 (2.0GHz, 3MB L2 Caché, 1066MHz FSB)                                         | Sí ✓   | Sí ✓ |      |
| P8400 (2.26GHz, 3MB L2 Caché, 1066MHz FSB)                                        | Sí ✓   | Sí ✓ |      |
| P8600 (2.40GHz, 3MB L2 Caché, 1066MHz FSB)                                        |        | Sí ✓ |      |
| T9400 (2.53GHz, 6MB L2 Caché, 1066MHz FSB)                                        | Sí ✓   | Sí ✓ |      |
| T9600 (2.80GHz, 6MB L2 Caché, 1066MHz FSB)                                        | Sí ✓   | Sí ✓ |      |
|                                                                                   |        |      |      |
| Pantalla                                                                          | dv5tse | dv5t | dv5z |
| (HP BrightView High-Definition Widescreen)                                        |        |      |      |
| 15.4" WXGA (1280 × 800)                                                           |        | Sí ✓ | Sí ✓ |
| 15.4" WXGA (1280 × 800) Infinity                                                  | Sí ✓   | Sí ✓ | Sí ✓ |
| 15.4" WSXGA+ (1680 × 1050)                                                        |        | Sí ✓ | Sí ✓ |
| 15.4" WSXGA+ (1680 × 1050) Infinity                                               | Sí ✓   | Sí ✓ | Sí ✓ |
|                                                                                   |        |      |      |
| Memoria RAM (DDR2 (2 Dimm))                                                       | dv5tse | dv5t | dv5z |
| 1GB                                                                               |        | Sí ✓ | Sí ✓ |
| 2GB                                                                               | Sí ✓   | Sí ✓ | Sí ✓ |
| 3GB                                                                               | Sí ✓   | Sí ✓ | Sí ✓ |
| 4GB                                                                               | Sí ✓   | Sí ✓ | Sí ✓ |
|                                                                                   |        |      |      |
| Tarjeta gráfica                                                                   | dv5tse | dv5t | dv5z |
| Intel GMA 4500MHD                                                                 | Sí ✓   | Sí ✓ |      |
| ATI Radeon HD 3200                                                                |        |      | Sí ✓ |
| ATI Radeon HD 3450 (256MB)                                                        |        |      | Sí ✓ |
| ATI Radeon HD 3450 (512MB)                                                        |        |      | Sí ✓ |
| NVIDIA GeForce 9200M GS (256MB)                                                   |        | Sí ✓ |      |
| NVIDIA GeForce 9600M GT (512MB)                                                   |        | Sí ✓ |      |
|                                                                                   |        |      |      |
| Personalización                                                                   | dv5tse | dv5t | dv5z |
| Sólo cámara web                                                                   |        | Sí ✓ | Sí ✓ |
| Sólo cámara web (Infinity Display)                                                | Sí ✓   | Sí ✓ | Sí ✓ |
| Cámara web + Lector de huellas digitales                                          |        | Sí ✓ | Sí ✓ |
| Cámara web + Lector de huellas digitales (Infinity Display)                       |        | Sí ✓ | Sí ✓ |
|                                                                                   |        |      |      |
| Red                                                                               | dv5tse | dv5t | dv5z |
| 802.11b/g Wi-Fi                                                                   | Sí ✓   | Sí ✓ | Sí ✓ |
| 802.11b/g Wi-Fi+ Bluetooth                                                        | Sí ✓   | Sí ✓ | Sí ✓ |
| 802.11a/b/g/n Wi-Fi                                                               |        |      | Sí ✓ |
| 802.11a/b/g/n Wi-Fi + Bluetooth                                                   |        |      | Sí ✓ |
| Intel WiFi Link 5100AGN                                                           | Sí ✓   | Sí ✓ |      |
| Intel WiFi Link 5100AGN + Bluetooth                                               | Sí ✓   | Sí ✓ |      |
| Módem Dial-Up de 56K                                                              | Sí ✓   | Sí ✓ | Sí ✓ |
| Sin módem Dial-Up                                                                 | Sí ✓   | Sí ✓ | Sí ✓ |
|                                                                                   |        |      |      |
| Internet móvil                                                                    | dv5tse | dv5t | dv5z |
| ExpressCard para Verizon Wireless V740 (El servicio de Verizon debe ser activado) | Sí ✓   |      |      |
|                                                                                   |        |      |      |
| Disco rígido                                                                      | dv5tse | dv5t | dv5z |
| (5400 rpm SATA)                                                                   |        |      |      |
| 160GB + HP ProtectSmart                                                           | Sí ✓   | Sí ✓ | Sí ✓ |
| 250GB + HP ProtectSmart                                                           | Sí ✓   | Sí ✓ | Sí ✓ |
| 320GB + HP ProtectSmart                                                           | Sí ✓   | Sí ✓ | Sí ✓ |
| 400GB + HP ProtectSmart                                                           | Sí ✓   | Sí ✓ | Sí ✓ |
|                                                                                   |        |      |      |
| Unidad óptica                                                                     | dv5tse | dv5t | dv5z |
| SuperMulti 8× DVD+/-R/RW Con soporte para doble capa (Double Layer)               | Sí ✓   | Sí ✓ | Sí ✓ |
| LightScribe SuperMulti 8× DVD+/-RW Con soporte para doble capa (Double Layer)     | Sí ✓   | Sí ✓ | Sí ✓ |
| Blu-Ray ROM + SuperMulti DVD+/-R/RW Con soporte para doble capa (Double Layer)    | Sí ✓   | Sí ✓ | Sí ✓ |
| LightScribe Blu-Ray ROM + SuperMulti Con soporte para doble capa (Double Layer)   | Sí ✓   | Sí ✓ |      |
|                                                                                   |        |      |      |
| 'TV y Entretenimiento                                                             | dv5tse | dv5t | dv5z |
| Sin sintonizador de TV, con control remoto                                        | Sí ✓   | Sí ✓ | Sí ✓ |
| Sintonizador híbrido de HDTV HP Integrado                                         | Sí ✓   | Sí ✓ |      |
|                                                                                   |        |      |      |
| Batería primaria (Batería de Ion-Litio)                                           | dv5tse | dv5t | dv5z |
| 6 Celdas                                                                          | Sí ✓   | Sí ✓ | Sí ✓ |
| 6 celdas de alta capacidad                                                        | Sí ✓   | Sí ✓ | Sí ✓ |
| 12 Celdas                                                                         | Sí ✓   | Sí ✓ | Sí ✓ |
|                                                                                   |        |      |      |
| Teclado                                                                           | dv5tse | dv5t | dv5z |
| Teclado de HP del mismo color que el equipo                                       | Sí ✓   | Sí ✓ | Sí ✓ |